# Israel Albert Horowitz
Israel Albert Horowitz, ameriški mednarodni šahovski mojster in pisatelj, * 15. november 1907, Brooklyn, New York, † 18. januar 1973, New York.
Sodeloval je na 4., 6., 7. in 9. šahovski olimpijadi.